# Tithrone clauseni
Tithrone clauseni es una especie de mantis de la familia Acanthopidae.

## Distribución geográfica
Se encuentra en  Arizona (Estados Unidos).